# Jastrząb
Jastrząb é um município no centro da Polônia. Pertence à voivodia da Mazóvia, no condado de Szydłowiec. É a sede da comuna urbano-rural de Jastrząb.
Estende-se por uma área de 12,55 km², com 1 071 habitantes, segundo o censo de 31 de dezembro de 2022, com uma densidade populacional de 85,3 hab./km².
Localizado na fronteira da planície de Radom e Przedgórze Iłżeckie, no rio Śmiłówka. Está situado na histórica Pequena Polônia, na antiga Terra de Sandomierz, dentro da qual é culturalmente parte da Terra de Radom.
Jastrząb é a sede da paróquia católica de São João Batista.

## História
O nome da vila provavelmente deriva do nome de seu proprietário, Wojciech Jastrzębiec, o bispo de Cracóvia, que fundou a vila em 1422. A lenda local a associa a um açor-nortenho que deveria resgatar o chefe da vila que foi atacado por um bando de ratos.
A menção mais antiga de Jastrząb vem de 1422, quando Wojciech Jastrzębiec fundou a vila sob a lei polonesa. Inicialmente, fazia parte da propriedade de Iłżec e da paróquia em Gąsawy Plebańskie. A vila estava localizada na voivodia de Sandomierz, castelania e condado de Radom (até 1795). Em 30 de setembro de 1427, Ladislau II Jagelão, a pedido do bispo de Cracóvia, concedeu direitos de cidade a Jastrząb. A cidade foi fundada na lei de Magdeburgo com base na antiga disposição espacial da vila, com a capela de São João Batista e a praça do mercado longitudinal (hoje praça Niepodległości) no eixo da rota Iłża − Skrzynno. Em 1434 o cardeal Zbigniew Oleśnicki fundou a paróquia. Nessa época, a cidade tinha funções agrícolas, artesanais e comerciais, sendo sede dos mercados semanais (quartas-feiras) e da Feira de São João Batista. Na década de 1440, foram criadas câmaras alfandegárias para o transporte de mercadorias ao longo da estrada de Skrzyńsko e posteriormente para Szydłowiec, obtendo em 1529 o direito de cobrar uma taxa pelo transporte de ferro não vendido em Jastrząb, que está ligada à presença de uma pequena colônia judaica na cidade. Os privilégios da cidade definiram o assentamento como uma cidade eclesiástica privada (do bispado de Cracóvia), que foi confirmada nos anos posteriores pelos seguintes reis: Sigismundo I, o Velho (1525), Sigismundo II Augusto (1548, 1549), Estêvão Báthory (1578), João III Sobieski (1683). Em 1792, Estanislau II Augusto aboliu os deveres de serviço dos habitantes da cidade de Jastrząb em favor dos bispos de Cracóvia.
Como resultado da Terceira Partição da Polônia, Jastrząb encontrou-se nas fronteiras da Monarquia dos Habsburgos, fazendo parte do distrito de Radom na Nova Galícia. Em 1809, novamente sob administração polonesa, no Ducado de Varsóvia, no departamento de Radom, no distrito de Opoczno e no distrito de Szydłowiec. Em 1815, a região foi incorporada à Polônia do Congresso, no qual Jastrząb foi incluída na voivodia de Sandomierz, distrito e condado de Radom. Após a reforma administrativa de 1837, na gubernia de Radom, distrito e condado de Radom. Durante a Revolta de Janeiro, Jastrząb foi a sede temporária das autoridades civis provisórias da voivodia de Sandomierz chefiadas por Jadwiga Prendowska e Ignacy Maciejowski.
Como resultado da reforma municipal de 1869, Jastrząb foi rebaixado à categoria de vila em 13 de janeiro de 1870 e incorporado à comuna de Mirów, que também foi rebatizada de Rogów, e da qual Jastrząb se tornou a sede. Após recuperar recuperar a independência em 1918, Jastrząb encontrou-se na voivodia de Kielce e no condado de Radom.
Nos anos 1954–1972, foi a sede da gromada de Jastrząb, a partir de 1 de outubro de 1954, no condado de Szydłowiec.
Como resultado de outra reforma da comuna em 1973, tornou-se a sede da comuna de Jastrząb. Em 1975–1998, na voivodia de Radom.

## Recuperação dos direitos da cidade (2023)
Em 25 de junho de 2021, o Conselho da Comuna de Jastrząb adotou uma resolução de intenção de recuperar os direitos de cidade por Jastrząb no 152.º aniversário de sua perda, seguido por uma etapa de consultas sociais com os residentes. As consultas decorreram de 1 de setembro a 31 de outubro de 2021. Das 4 151 pessoas com direito a participar nas consultas na comuna, 319 pessoas votaram (participação 7,68%), das quais 287 votaram a favor da concessão do estatuto de cidade (89,96% do total de votantes), enquanto 16 pessoas foram contra e igual número se abstiveram de tomar uma posição clara. Em Jastrząb, de 808 pessoas com direito a voto, 51 pessoas participaram das consultas (participação de 6,31%). Quarenta e sete pessoas (92,15% dos eleitores) votaram pela concessão do estatuto de cidade e 4 pessoas foram contra.
No referendo local realizado no outono de 2021, 89,96% dos eleitores foram a favor da restauração dos direitos municipais de Jastrząb, que recebeu em 1 de janeiro de 2023.
Em 1 de janeiro de 2023, o estatuto de cidade foi restaurado.

## Monumentos históricos
- Igreja paroquial de São João Batista, rua Jana Pawła II 2 (anteriormente praça Kościelny)[21]
- Casa do Povo de 1929 (atualmente Banco Cooperativo de Artesanato), rua Jana Pawła II 2 (antiga rua Świętojańska)
- Casa do século XVIII − praça Niepodległości 50 (antiga Praça do Mercado).
- Casa da primeira metade do século XIX − rua Szydłowiecka.

## Infraestrutura
- Prefeitura e Câmara Municipal
- Corpo de Bombeiros Voluntários[22]

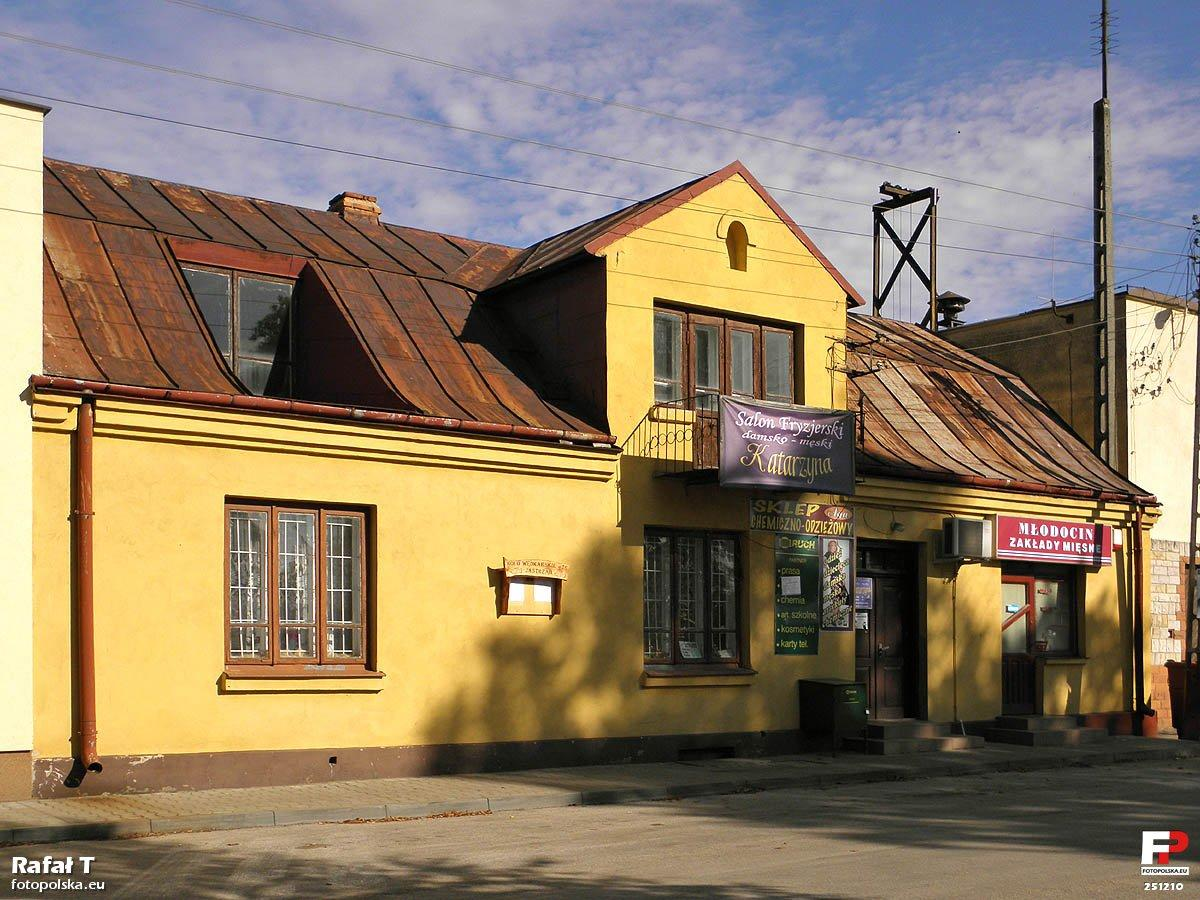
Uma das casas de prédios históricos da cidade na praça Niepodległości, foto: 2011

- Complexo Público Independente de Instituições de Atenção à Saúde
- Escola primária pública Tadeusz Kościuszko[23]
- Biblioteca Pública Municipal[24]
- Agência do Banco Cooperativo de Artesanato em Radom[25]
- Agência do Banco Cooperativo da Mazóvia do Sul[26]
- Centro Recreativo “Zalew”
- Esporte Clube de Jastrząb[27]